# Rödhök
Rödhök (Erythrotriorchis radiatus) är en fågel i familjen hökar som förekommer i Australien.

## Utseende och läten
Rödhöken är en stor (45–60 cm) och kraftig rödbrun hök. Vuxna fåglar har ljust mörkstreckat huvud, tvåtonad vingundersida, rostfärgade mindre och mellersta täckare och resten vitt med svart bandning. Adulta hanen är rostfärgad undertill, honan mycket ljusare och kraftigt svartstreckad. Ungfågeln har även rostfärgat huvud. Bland lätena hörs olika skrin och tjattrande ljud. Hanen ska ha låta vresigt hes, honan hårt och gällt.

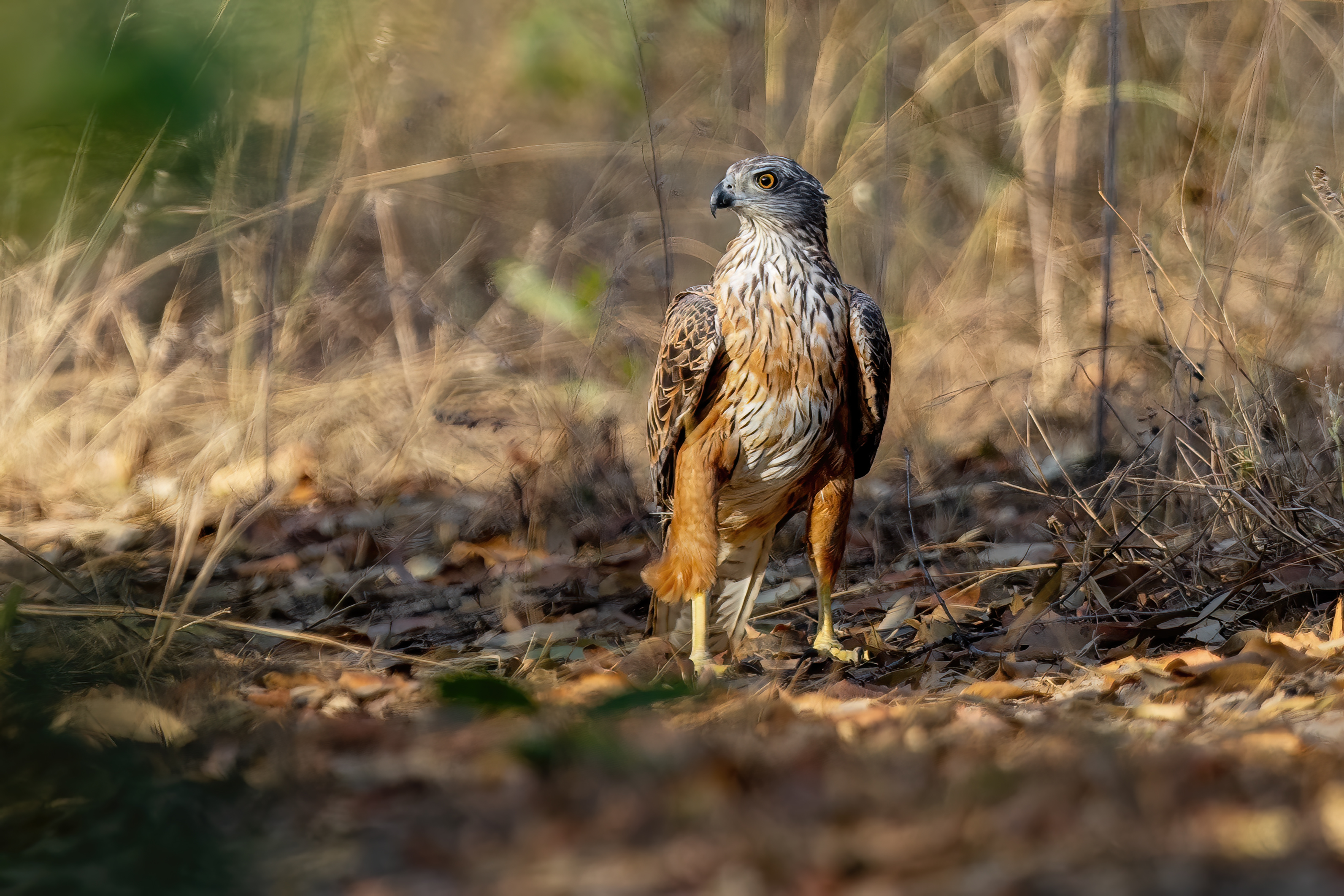

## Utbredning och systematik
Rödhöken förekommer i öppna skogar och gräsmarker i norra och östra Australien. Den behandlas som monotypisk, det vill säga att den inte delas in i några underarter.

## Status
Rödhöken har en liten uppskattad världspopulation på 900–1400 vuxna individer. Internationella naturvårdsunionen IUCN kategoriserar arten som starkt hotad.